# Mistrzostwa Świata w Lekkoatletyce 2017 – bieg na 10 000 m kobiet
Bieg na 10 000 metrów kobiet – jedna z konkurencji biegowych rozgrywanych podczas lekkoatletycznych mistrzostw świata Stadionie Olimpijskim w Londynie.

## Terminarz
| Data       | Godzina |       |
| ---------- | ------- | ----- |
| 5 sierpnia | 20:10   | Finał |

## Rekordy
Tabela prezentuje rekord świata, rekordy poszczególnych kontynentów, mistrzostw świata, a także najlepszy rezultat na świecie w sezonie 2017 przed rozpoczęciem mistrzostw.
|                            | Zawodnik           | Wynik    | Miejsce   | Data                  |
| -------------------------- | ------------------ | -------- | --------- | --------------------- |
| Rekord świata              | Wang Junxia        | 29:31,78 | Pekin     | 8 września 1993(dts)  |
| Listy światowe             | Gelete Burka       | 30:40,87 | Hengelo   | 10 czerwca 2017(dts)  |
| Rekord mistrzostw świata   | Berhane Adere      | 30:04,18 | Paryż     | 23 sierpnia 2003(dts) |
| Rekord Afryki              | Meselech Melkamu   | 29:53,80 | Utrecht   | 14 czerwca 2009(dts)  |
| Rekord Ameryki Południowej | Carmem de Oliveira | 31:47,76 | Stuttgart | 21 sierpnia 1993(dts) |
| Rekord Ameryki Północnej   | Shalane Flanagan   | 30:22,22 | Pekin     | 15 sierpnia 2008(dts) |
| Rekord Australii i Oceanii | Kimberley Smith    | 30:35,54 | Palo Alto | 4 maja 2008(dts)      |
| Rekord Azji                | Wang Junxia        | 29:31,78 | Pekin     | 8 września 1993(dts)  |
| Rekord Europy              | Elvan Abeylegesse  | 29:56,34 | Pekin     | 15 sierpnia 2008(dts) |

## Minima kwalifikacyjne
Aby zakwalifikować się do mistrzostw, należało wypełnić minimum kwalifikacyjne wynoszące 32:15,00 (1 stycznia 2016 do 23 lipca 2017) bądź znaleźć się w czołowej "15" mistrzostw świata w przełajach (2017).

## Wyniki

### Finał
| Pozycja | Zawodniczka          | Państwo           | Czas     | Uwagi |
| ------- | -------------------- | ----------------- | -------- | ----- |
| 01 !    | Almaz Ayana          | Etiopia           | 30:16.32 | WL    |
| 02 !    | Tirunesh Dibaba      | Etiopia           | 31:02.69 | SB    |
| 03 !    | Agnes Tirop Chebet   | Kenia             | 31:03.50 | PB    |
| 4       | Alice Aprot Nawowuna | Kenia             | 31:11.86 | SB    |
| 5       | Susan Kuijken        | Holandia          | 31:20.24 | PB    |
| 6       | Emily Infeld         | Stany Zjednoczone | 31:20.45 | PB    |
| 7       | Irene Cheptai        | Kenia             | 31:21.11 | SB    |
| 8       | Molly Huddle         | Stany Zjednoczone | 31:24.78 |       |
| 9       | Emily Sisson         | Stany Zjednoczone | 31:26.36 |       |
| 10      | Ayuko Suzuki         | Japonia           | 31:27.30 | SB    |
| 11      | Yasemin Can          | Turcja            | 31:35.48 |       |
| 12      | Shitaye Eshete       | Bahrajn           | 31:38.66 | SB    |
| 13      | Mercyline Chalangat  | Uganda            | 31:40.48 | PB    |
| 14      | Dera Dida            | Etiopia           | 31:51.75 |       |
| 15      | Desi Mokonin         | Bahrajn           | 31:55.34 |       |
| 16      | Natasha Wodak        | Kanada            | 31:55.47 | SB    |
| 17      | Darja Masłowa        | Kirgistan         | 31:57.23 | SB    |
| 18      | Sitora Xamidova      | Uzbekistan        | 31:57.42 | NR    |
| 19      | Mizuki Matsuda       | Japonia           | 31:59.54 |       |
| 20      | Rachel Cliff         | Kanada            | 32:00.03 | PB    |
| 21      | Beth Potter          | Wielka Brytania   | 32:15.88 |       |
| 22      | Eloise Wellings      | Australia         | 32:26.31 | SB    |
| 23      | Failuna Abdi Matanga | Tanzania          | 32:29.97 |       |
| 24      | Miyuki Uehara        | Japonia           | 32:31.58 |       |
| 25      | Salomé Nyirarukundo  | Rwanda            | 32:45.95 | SB    |
| 26      | Madeline Hills       | Australia         | 32:48.57 |       |
| 27      | Charlotte Taylor     | Wielka Brytania   | 32:51.33 |       |
| 28      | Carla Salomé Rocha   | Portugalia        | 32:52.71 |       |
| 29      | Margarita Hernández  | Meksyk            | 33:06.53 |       |
| 30      | Camille Buscomb      | Nowa Zelandia     | 33:07.53 |       |
| 31      | Carmen Martínez      | Paragwaj          | 33:18.22 | NR    |
| -       | Sarah Lahti          | Szwecja           | DNF      |       |
| -       | Jess Martin          | Wielka Brytania   | DNF      |       |